# Новопеределкинская улица
Новопереде́лкинская у́лица — улица в районах Ново-Переделкино и частично Солнцево (Москва, Западный административный округ). Начинается от места схождения Производственной и Родниковой улиц и заканчивается примыканием к нечётной стороне Боровского шоссе.

## Характеристика
Улица состоит из двух частей.
Первая часть, от Производственной и Родниковой улиц до Новоорловской улицы, имеет заметный уклон. Жилая застройка в этой части улицы имеется лишь по правой (чётной) стороне, причём начинается она ближе к Новоорловской улице, когда Новопеределкинская покидает Солнцево и оказывается в Ново-Переделкино. В середине первой части Новопеределкинской улицы от неё отходит направо Приречная улица.
Вторая часть Новопеределкинской улицы (от Новоорловской улицы до Боровского шоссе) не имеет уклона, расположена под углом приблизительно 135° к первой части, параллельно улице Шолохова; налево от излома зеркально-симметрично отходит Новоорловская улица.

## Учреждения и организации
На Новопеределкинской улице находятся отделения Сбербанка России (дом № 7а) и Почты России 119633 (дом № 14а), а также МФЦ «Ново-Переделкино» (дом № 12а).

## Транспорт

### Метро
В полукилометре от конца улицы на Боровском шоссе располагаются станции метро Боровское шоссе (к северо-востоку) и Новопеределкино (к юго-западу).

### Железнодорожный транспорт
В 150 метрах от начала Новопеределкинской улицы, вдоль Родниковой, расположена железнодорожная платформа Новопеределкино Киевского направления Московской железной дороги.

### Автобус
По Новопеределкинской улице следуют автобусы:
| 32:   | Мещерская • Говорово • Боровское шоссе • Новопеределкино • Рассказовка                     |
| с217: | Новоорловская улица • Новопеределкино • Переделкино • Лазенки                              |
| 343:  | Переделкино • Новопеределкино • Новопеределкино • Румянцево (←) • Тропарёво • Юго-Западная |
| 507:  | Рассказовка • Новопеределкино • Новопеределкино • Саларьево                                |

«→» — остановки проходятся только при движении в прямом направлении; «←» — остановки проходятся только при движении в обратном направлении.